# 谢彬如
谢彬如（1951年—），汉族，中华人民共和国政治人物、第十一届全国政协委员。
加入中国民主促进会，担任民进贵州省委副主委、贵州省文化厅副厅长（正厅级）。2008年，当选第十一届全国政协委员，代表中国民主促进会，分入第九组。